# کالوین کولیج
جان کالوین کولیج (به انگلیسی: Calvin Coolidge) ;‎/ˈkuːlɪdʒ/‎ (۴ ژوئیه ۱۸۷۲ – ۵ ژانویه ۱۹۳۳) سی‌امین رئیس‌جمهور ایالات متحده آمریکا (۱۹۲۹–۱۹۲۳) بود.
کولیج که وکیلی جمهوری‌خواه و اهل ورمانت بود، در سلسله مراتب سیاست ایالتی ماساچوست ترقی کرد و نهایتاً فرماندار آن ایالت شد. مدیریت اعتصاب پلیس بوستون در سال ۱۹۱۹ از سوی او، توجه ملی را به سوی او جلب کرد و باعث شد او به عنوان مرد اقدام‌های قاطع مشهور شود. اندک زمانی بعد، او در سال ۱۹۲۰ به عنوان ۲۹مین معاون رئیس‌جمهور برگزیده شد و پس از مرگ ناگهانی وارن جی. هاردینگ در سال ۱۹۲۳ به ریاست جمهوری رسید. او که در سال ۱۹۲۴ در انتخابات ریاست جمهوری به پیروزی رسید، به عنوان یک محافظه‌کار حامی دولت کوچک و نیز شخصی که علی‌رغم حس طنز خوبش بسیار کم حرف می‌زده مشهور شد.
کولیج اعتماد عمومی به کاخ سفید را پس از رسوایی‌های سلف خود بازگرداند، و با محبوبیت قابل توجهی این منصب را ترک کرد. آن طور که یک زندگی‌نامه‌نویس کولیج بیان کرده، «او روح و امیدهای طبقه متوسط را تجسم بخشید، توانست آمال آنان را درک کرده و نظر آنها را بیان کند. این که او روح متوسط را نمایندگی کرد قانع کننده‌ترین برهان بر قوت اوست.» بازنشستگی کولیج نسبتاً کوتاه بود و او در سن ۶۰ سالگی در سال ۱۹۳۳، کمتر از دو ماه پیش از این که جانشین مستقیمش، هربرت هوور، منصب را ترک کند درگذشت. او چهارمین رئیس‌جمهور از پنج رئیس‌جمهوری است که در دورهٔ جانشین مستقیمشان درگذشته‌اند. برخی بعدتر از کولیج به عنوان بخشی از نارضایتی عمومی از دولت لسه فر انتقاد کردند. در دورهٔ دولت رونالد ریگان محبوبیت او دچار تحولی مجدد شد، ولی ارزیابی نهایی از ریاست جمهوری او بین کسانی که کاهش اندازهٔ برنامه‌های دولتی توسط او را تأیید می‌کنند و آنانی که معتقدند دولت فدرال باید بیشتر در تنظیم و کنترل کردن اقتصاد درگیر باشد، دودسته است.

## یادبودها
- کتابخانه و موزه ریاست جمهوری کلوین کولیج

## نگارخانه

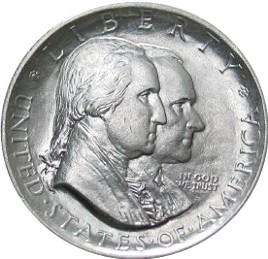
کولیج و واشنگتن بر روی نیم دلاری یادبود صد و پنجاهمین سالگرد استقلال آمریکا
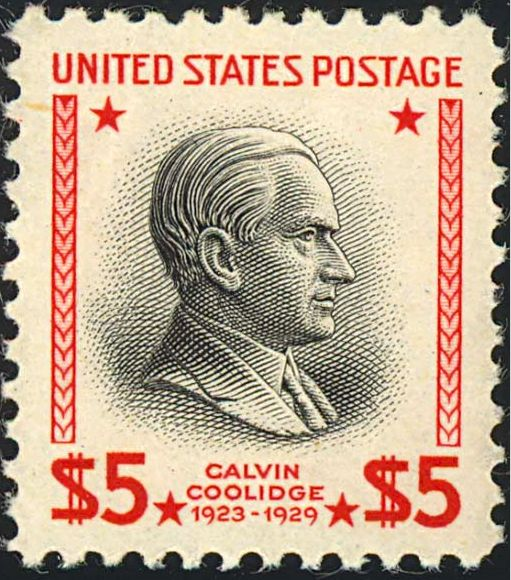
کولیج بر روی یک تمبر پستی ۱۹۳۸
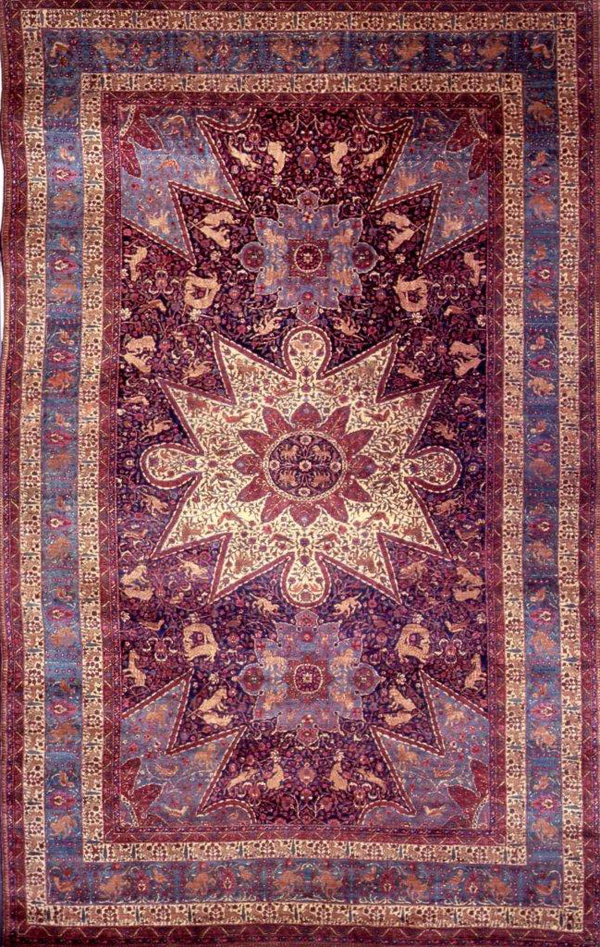
قالی یتیمان ارمنی که در سال ۱۹۲۵ میلادی، به نشانه قدردانی از حمایت‌هایش در زمینه کمک‌رسانی به قربانیان نسل‌کشی ارمنی‌ها به جان کولیج اهدا شد.